# Fiori (pasta)
Fiori er en dekorativ form på ekstruderet pasta. Navnet stammer fra italiensk, hvor fiori betyder blomster, som formen minder om. Typen ligner rotelle.